# MIT/GNU 스킴
MIT/GNU 스킴(MIT/GNU Scheme)은 리스프의 방언인 스킴 언어의 방언, 구현체인 프로그래밍 언어이다. x86(IA-32, x86-64) 프로세서 아키텍처용 네이티브 이진 파일을 생성할 수 있다. R7RS-small 표준을 지원한다. GNU 일반 공중 사용 허가서(GPL)로 출시된 자유-오픈 소스 소프트웨어이다. 매사추세츠 공과대학교(MIT)의 개발자들이 1986년 GPL이 존재하기 이전에 자유 소프트웨어로서 처음 출시했다. 현재 GNU 프로젝트의 일부이다.
풍부한 런타임 소프트웨어 라이브러리, 강력한 소스 코드 수준의 디버거, 네이티브 코드 컴파일러, 내장 이맥스 계열 편집기 에드윈(Edwin)을 포함하고 있다.